# Matt LeBlanc
Pour les articles homonymes, voir Leblanc.
Matthew Steven LeBlanc, dit Matt LeBlanc, est un acteur américain, né le 25 juillet 1967 à Newton (Massachusetts). Il est surtout connu pour son rôle de Joey Tribbiani dans la série télévisée Friends. Après l'arrêt de la série et plusieurs années de déclin, il donne un second souffle à sa carrière grâce à la série Episodes qui lui vaut le Golden Globe du meilleur acteur dans une série comique en 2013.
En 2016, il décroche le rôle principal de la série comique Papa a un plan.

## Biographie
Matthew Steven LeBlanc est le fils de Paul LeBlanc, un mécanicien d'origine canadienne, et de Patricia Di Cillo, une cheffe de bureau d'origine italienne.
Il se passionne très jeune pour la vitesse, les motos et les voitures. Il participe à des courses automobiles et espère en faire son métier. Cependant, sa mère le pousse à suivre des études et un accident finit de le convaincre d'abandonner son idée. Il obtient donc un diplôme de menuiserie.

### Carrière

#### Débuts (1987-1993)
Matt commence à gagner sa vie en vendant des meubles. Sur les conseils d'un ami, il décide de se lancer dans une carrière d'acteur. Son physique lui vaut de trouver rapidement du travail à New York. En 1987, il vante les mérites du ketchup Heinz et apparaît dans de nombreux spots publicitaires pour les jeans Levi's 501, Doritos et Coca-Cola. En 1990, il joue dans le clip Miracle de Jon Bon Jovi pour la bande son de Young Guns 2 (Young Guns II), ainsi que, plus tard, dans Say It Isn't So en 2000 pour le groupe Bon Jovi aux côtés de Claudia Schiffer. En 1991, il joue dans le clip Walk Away d'Alanis Morissette, dans lequel il incarne son petit ami. Il apparaît également dans les dernières secondes du clip Into the Great Wide Open de Tom Petty and the Heartbreakers. Il joue également dans le clip night moves de Bob Seger.
Matt LeBlanc s'installe ensuite à Los Angeles et participe à plusieurs séries dont Mariés, deux enfants où il joue Vinnie Verducci, l'un des petits amis de Kelly. Il reprendra d'ailleurs ce même rôle pour les séries Top of the Heap et Vinnie & Bobby, inédites en France. C'est ensuite qu'il est choisi pour incarner Joey Tribbiani dans Friends.

#### Révélation et consécration (1994-2004)

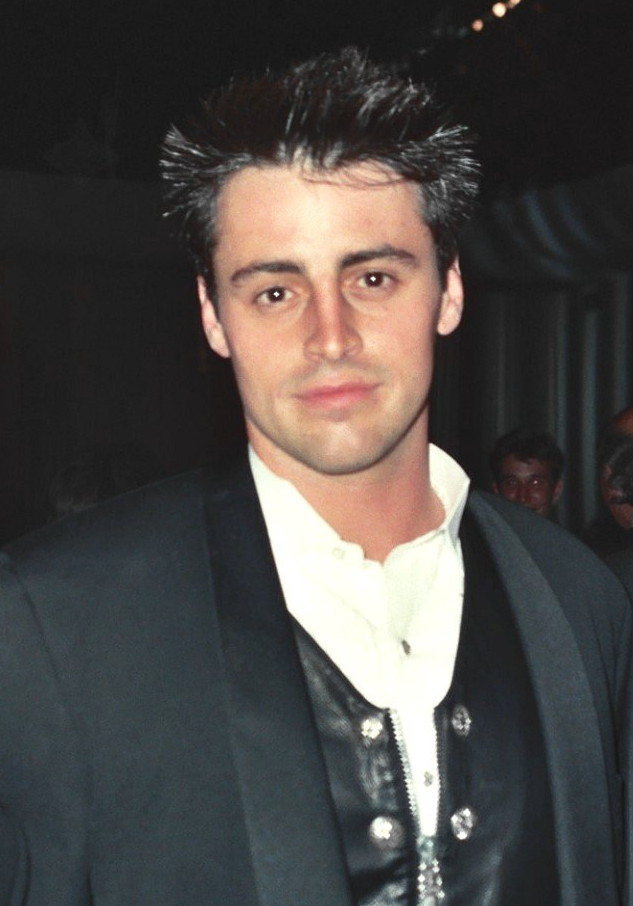
Aux Emmy Awards 1995, pour Friends.

Véritable tombeur dans la célèbre série, ses débuts ne furent pourtant pas de tout repos. En effet, il a tourné l'épisode pilote avec une grande fièvre. Malade de la grippe, il n'a pu jouer son rôle qu'après avoir pris toutes sortes de médicaments dans la journée.
Comme tous les acteurs et actrices de Friends, le jeune homme profite de sa notoriété pour décrocher des rôles sur le grand écran. Mais son essai en 1998 avec Perdus dans l'espace, adaptation d'une série des années 1960, ne lui permet pas de multiplier les projets[pas clair]. Il devient cependant le fiancé de Lucy Liu dans Charlie et ses drôles de dames et Charlie's Angels : Les Anges se déchaînent !, version moderne des Drôles de dames revue et corrigée par McG.
Après dix années de succès télévisuel avec Friends, Matt LeBlanc enchaîne en septembre 2004 avec sa propre série intitulée tout simplement Joey. Dans cette série dérivée (spin-off), son personnage s'installe à Los Angeles pour donner un second souffle à sa carrière, à l'image de l'acteur qui l'interprète. La saison 1 de Joey eut assez de téléspectateurs pour qu'une saison 2 soit mise sur les rails, mais celle-ci, face à des audiences désastreuses, ne fut même pas diffusée en entier aux États-Unis. La série Joey fut officiellement arrêtée en mai 2007.

#### Retour (2010-...)
En 2010, il revient dans la série Episodes créée par David Crane (producteur de Friends) et Jeffrey Klarik (La Classe). L'histoire met en scène un duo de scénaristes anglais qui veulent adapter leur série aux États-Unis et se voient contraints d'embaucher Matt LeBlanc pour le rôle principal. La première saison d'Episodes est bien reçue par les critiques avec notamment un score de 73 % sur le site Metacritic. Les performances de Matt Leblanc sont d'ailleurs saluées par la presse US puis par la profession, qui lui décerne le Golden Globe du meilleur acteur dans une série télévisée musicale ou comique en janvier 2012. Cette série le relance réellement en se détachant petit à petit du personnage de Joey, dragueur un peu simple d'esprit.
De 2016 à 2019, il co-présente l'émission Top Gear sur la BBC. La même année, il décroche le rôle principal dans la série comique Papa a un plan, qui est diffusée à partir du 9 janvier 2020 à 20h50 sur Gulli.

### Vie privée
En mai 2002, Matt LeBlanc devient le compagnon de l'actrice américaine Melissa McKnight (née le 10 mars 1965) - déjà divorcée et mère de deux enfants, Tyler (né en 1991) et Jacqueline (née en 1993). Ils se marient le 3 mai 2003, puis deviennent les parents d'une fille prénommée Marina Pearl LeBlanc, née le 8 février 2004. En début d'année 2006, le couple se sépare, puis divorce en octobre de la même année.
En fin d'année 2005, il entame une liaison extraconjugale avec l'actrice américaine Andrea Anders, sa partenaire de jeu dans Joey - alors qu'il est toujours marié à sa femme Melissa McKnight. Lorsque son mariage avec Melissa McKnight prend fin en début d'année 2006, Matt LeBlanc officialise son couple avec Andrea Anders. Le couple se sépare en octobre 2014 après plus de huit ans de vie commune.
Depuis juin 2016, il partage la vie d'Aurora Mulligan (née le 1er septembre 1986), une productrice de télévision irlandaise.

## Filmographie

### Cinéma
- 1990 : Les Rescapés de l'Alaska de Nick Gillott
- 1993 : Grey Knight de George Hickenlooper : Terhune
- 1994 : Reform School Girl de Jonathan Kaplan : Vince
- 1994 : Lookin' Italian de Guy Magar : Anthony Manetti
- 1996 : Ed de Bill Couturié : Jack "Deuce" Cooper
- 1998 : Showdown
- 1998 : Perdus dans l'espace (Lost in Space) de Stephen Hopkins : Major Don West
- 2000 : Charlie et ses drôles de dames (Charlie's Angels) de McG : Jason Gibbons
- 2002 : Les Hommes de Sa Majesté (All the Queen's Men) de Stefan Ruzowitzky : Steven O'Rourke
- 2003 : Charlie's Angels : Les Anges se déchaînent ! (Charlie's Angels : Full Throttle) de McG : Jason Gibbons
- 2014 : Lovesick de Luke Matheny : Charlie Darby

### Télévision
- 1988 à 1989 : TV 101 : Chuck Bender
- 1989 : Un toit pour dix (Just the Ten of Us) - saisons 1, 2 et 3 : Todd Murphy
- 1990 : Mariés, deux enfants (Married… with Children) - saisons 5 et 6 : Vinnie Verducci
- 1991 : Top of the Heap de Ron Leavitt et Arthur Silver : Vinnie Verduci
- 1992 : Vinnie et Bobby : Vinnie Verducci
- 1993 : Promo 96 de Bethany Rooney Saison 1 : Frank Goodman
- 1994 : Reform School Girl (téléfilm) de Jonathan Kaplan : Vince
- 1994 à 2004 : Friends de David Crane et Marta Kauffman : Joey Tribbiani
- 2004 à 2006 : Joey de Shana Goldberg-Meehan et Scott Silveri : Joey Tribbiani
- 2010 à 2017 : Episodes de David Crane et Jeffrey Klarik : lui-même
- 2016 à 2018 : co-animateur de l'émission Top Gear[9]
- 2016 à 2020 : Papa a un plan (Man with a Plan) : Adam Burns

## Distinctions

### Récompenses
- Golden Globes 2012 du meilleur acteur dans une série comique ou musicale pour Episodes
- People's Choice Awards 2005 : Acteur dans une série comique préféré
- Satellite Awards 2011 : meilleur acteur dans une série télévisée musicale ou comique
- TV Guide Awards 2000 : Meilleure distribution pour une série comique
- Teen Choice Awards 2002 : Meilleur acteur pour une comédie

### Nominations
- Primetime Emmy Award
  - 2002 : Meilleur acteur dans une série télévisée comique
  - 2003 : Meilleur acteur dans une série télévisée comique
  - 2004 : Meilleur acteur dans une série télévisée comique
  - 2011 : Meilleur acteur dans une série télévisée comique
  - 2013 : Meilleur acteur dans une série télévisée comique
  - 2014 : Meilleur acteur dans une série télévisée comique
  - 2015 : Meilleur acteur dans une série télévisée comique
- Golden Globes
  - 2003 : Meilleur acteur dans une série musicale ou comique
  - 2004 : Meilleur acteur dans une série musicale ou comique
  - 2005 : Meilleur acteur dans une série musicale ou comique
  - 2013 : Golden Globe du meilleur acteur dans une série télévisée musicale ou comique pour Episodes
- Nickelodeon Kids' Choice Awards
  - 2002 : Acteur favori à la télévision
- Satellite Awards
  - 2003 : Meilleur acteur dans une série télévisée musicale ou comique
  - 2011 : Meilleur acteur dans une série télévisée musicale ou comique
- Razzie Awards
  - 1997 : Pire révélation - Avec les acteurs de Friends passés au cinéma (Jennifer Aniston, Lisa Kudrow et David Schwimmer)
  - 1997 : Pire couple à l'écran - Avec Ed (le singe mécanique) dans Ed
- Screen Actors Guild Award
  - 1999 : Meilleure distribution pour une série comique
  - 2000 : Meilleure distribution pour une série comique
  - 2001 : Meilleure distribution pour une série comique
  - 2002 : Meilleure distribution pour une série comique
  - 2003 : Meilleure distribution pour une série comique
  - 2003 : Meilleur acteur dans une série comique
  - 2004 : Meilleure distribution pour une série comique
- Teen Choice Awards
  - 2003 : Meilleur acteur pour une comédie
  - 2004 : Meilleur acteur pour une comédie
  - 2005 : Meilleur acteur pour une comédie